# Fairchild légitámaszpont
A Fairchild légitámaszpont (Fairchild Air Force Base; IATA: SKA, ICAO: KSKA, FAA LID: SKA) az amerikai légierő támaszpontja a Washington állambeli Spokane-től 20 km-re délre.
A légibázist a Népszámlálási Hivatal statisztikai településként tartja számon.
Egykor Washington állam több töltetet tárolt, mint a világ négy nukleárisan felfegyverzett országa. A Fairchild támaszponton 25 darab B61-7 és 60 darab B83 bombát tároltak, a kitsapi tengeralattjáró-bázis járművei pedig 24, darabonként nyolc töltettel felszerelt Trident I rakétával rendelkeztek, így összesen 1536 töltetet tároltak.

## Történet

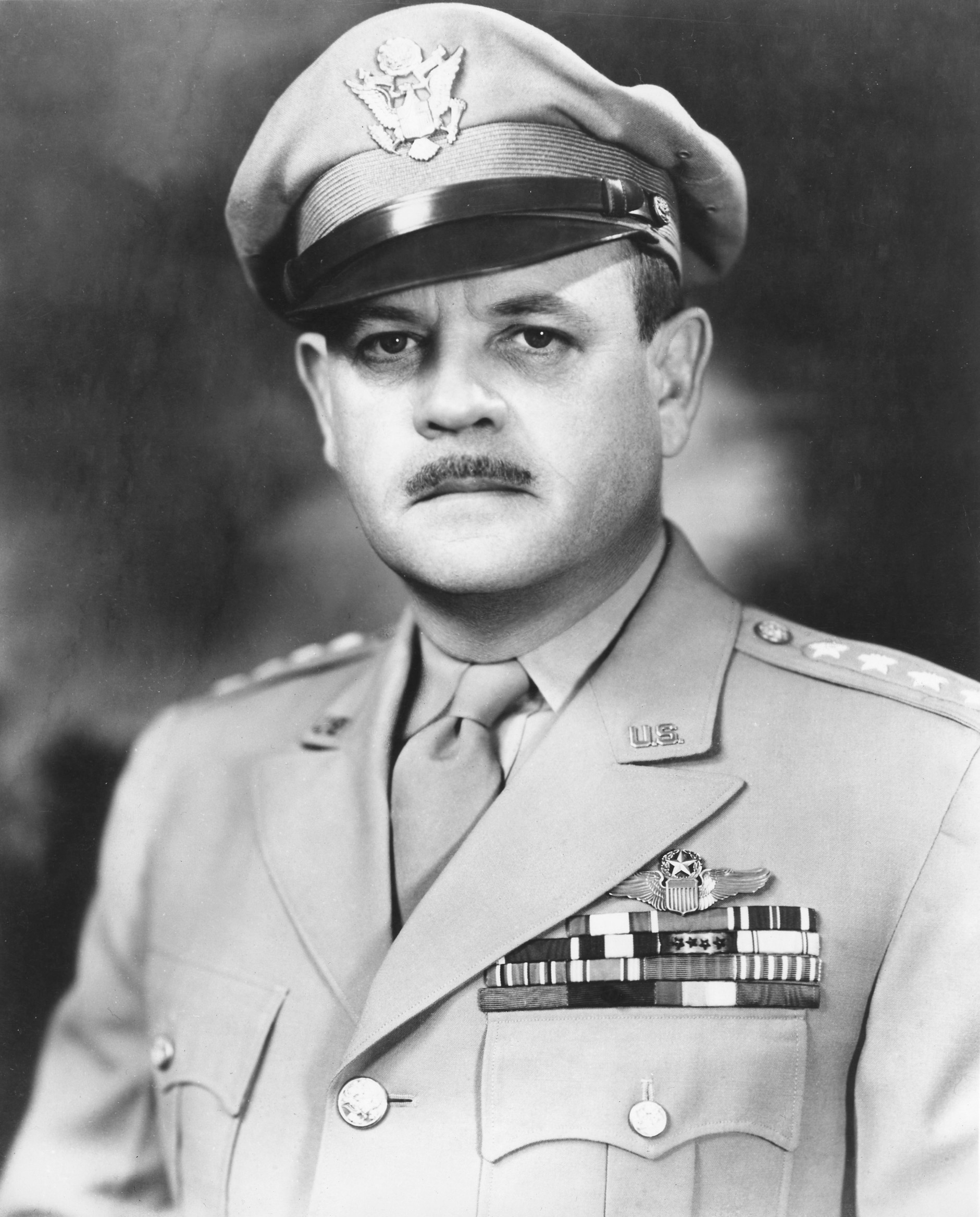
Mur S. Fairchild

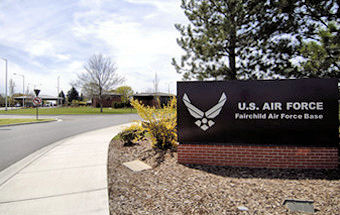
A támaszpont bejárata

A légitámaszpont nevét Muir S. Fairchildról kapta. Fairchild 1894-ben született Bellinghamben, tanulmányait pedig a Washingtoni Egyetemen végezte. A férfi 1918-ban került a hadsereghez; az első világháborúban pilótaként szolgált, a második világháborúban pedig a légierő különböző tiszti fokozatait töltötte be. Az 1948-ban tábornoki címet kapó Fairchild 1950. március 17-én, a Myer erődben hunyt el.
Az 1942-ben létrehozott támaszpont a háborúkban fontos szerepet töltött be: a második világháborúban karbantartóhely, a hidegháborúban parancsnokság, az iraki háborúban pedig a légi utántöltő raj főhadiszállása volt; ma a nyugati parti tankerek bázisa.
A támaszpont lehetséges helyszíneként Seattle-t és Everettet is megvizsgálták; a jelenlegi hely mellett az időjárás és az óceánparttól való megfelelő távolság mellett döntöttek, valamint a Cascade-hegység egy esetleges japán támadás esetén megfelelő védelmet nyújtott volna. A spokane-i lakosok közül többen is anyagilag támogatták a támaszpont felépítését: 125 ezer dollárért összesen 5,7 négyzetkilométernyi területet vásároltak, amely 1942 januárjában került a hadügy tulajdonába; a hivatal tizennégy millió dollárért további földet vásárolt, ahol elkezdődött a légibázis kialakítása. A helyszín vasúti kapcsolatát a Great Northern Railway biztosította.
1942-től 1946-ig a támaszponton a csendes-óceáni háborúban károsodott repülők javítását végezték. 1947. augusztus 31-én a bázis a tizenötödik légi haderő fennhatósága alá került; a nyár elején megérkezett a 92. és 98. bombázószázad, amelyek B-29 Superfortresseket használtak. 1948 januárjában a bázist Spokane légitámaszpontra nevezték át.
A koreai háború kitörésével mindkét századot Japánba és Guamba vezényelték: a 92. 1950. július 4-én, a 98. pedig augusztusban indult. MacArthur tábornok néhány hónap múlva a 92. századot visszahívta, a 98-at pedig Nebraskába vezényelték. A 92. század gépeit később nehézbombázókká alakították át. Spokane légitámaszpont mai nevét 1950 novemberében vette fel a néhai parancsnokhelyettes Fairchild tiszteletére; a névadó ceremóniát 1951. július 20-án az első B–36 Peacemakerek átvételekor tartották.

### B–52 Stratofortress és KC–135 Stratotanker
Az első 45 B–52 Stratofortress 1957. március 26-án, az első húsz KC–135 Stratotanker pedig 1958. február 21-én érkezett meg a bázisra. 1961-ben a 92. lett az első légi raj, amely Atlas-E rakétákkal rendelkezik. A raj ettől kezdve stratégiai légi rajként működött, amely kinevezés a rakéták 1965-ös leszerelése után még egy ideig megmaradt.
A nukleáris fegyvereket Deep Creek légitámaszpont 190 és 1953 között épült helyszínén tárolták, amely 1962. július 1-jén került Fairchild stratégiai parancsnokságának fennhatósága alá.
1966. március 15-én megalakult a 336. számú kiképzőszázad, amely 1971-ben rajjá fejlődött és a légierő összes túlélési iskoláját átvette. A később gyalogsági rajjá visszaminősített csoport ma is légi kiképzéseket folytat.
A támaszpont védelmének érdekében 1956–1957-ben a környező városok mellett Nike–Hercules típusú föld-levegő rakétákat telepítettek; amelyek az 1960-as években voltak üzemben.
1985-ben a tizenöt darabos B–52G flotta leváltására tizenkilenc darab B–52H érkezett, amelyek modernebb hajtóművekkel rendelkeznek.

### Légi utántöltés
Az 1960-as években a vietnámi háború előrehaladtával a légi utántöltés iránti igény egyre növekedett. Fairchild tankereit a „Young Tiger” hadművelet keretében Délkelet-Ázsiába, a B–52-es bombázókat pedig az „Arc Light” hadművelet keretében a guami Andersen légitámaszpontra vezényelték. 1974 végén a légierő bejelentette, hogy a Washingtoni Nemzeti Gárda 141. vadászrepülőgépes egységét légi utántöltési célokra a Geiger repülőtérről (ma Spokane-i nemzetközi repülőtér) a Fairchild bázisra vezényelnék át; 1976-ban az egységhez nyolc darab KC–135E érkezett; az egység a légi utántöltést ma KC–135R típusú gépekkel végzi.
1987. január 23-án a 47. légi divízió feloszlásával annak feladatait az észak-dakotai Minot légitámaszpont 57. divíziójaként a 92. bombázószázad vette át.
1987. március 13-án egy későbbi bemutatóra való gyakorlás közben egy KC–135A a 92. bombázóraj parancsnoki épületével szembeni területre zuhant; a balesetben a repülőn hat, a földön egy ember meghalt.
Az öbölháborúban 1990 márciusa és 1991 augusztusa között 560 személyt vezényeltek a Közel-Keletre. A háborúban 43. és 92. századok 4004 órát repültek, 721 bevetésen vettek részt és több mint tízmillió liter üzemanyagot szállítottak.
1991. szeptember 1-jétől a 92. rajt nehézbombázó és légi utántöltő rajjá alakították át.
1992 júniusában a stratégiai parancsnokság megszűnt, így a 92. raj B–52-es gépei a 92. bombázóraj részeként a harcászati parancsnokság fennhatósága alá kerültek. A stratégiai parancsnokság 46 évi működését követően annak tagjai megkapták a „Proud Shield ’92” kitüntetést, emellett a sikerességükért elnyerték a Fairchild és a Saunders kupákat is.
1993. december 7-én a támaszpont B–52-es gépei más bázisra kerültek, a KC–135-ök pedig az új mobilitási parancsnokság fennhatósága alá kerültek. 1994. május 25-ig szinte minden bombázót más helyszínre irányítottak, ezzel folytatták a támaszpont légi utántöltő helyre való átalakítását.
1994. június 24-én az egyik megmaradt B–52H egy légibemutatóra történő gyakorlás közben lezuhant; a balesetben a személyzet mind a négy tagja életét vesztette.

#### A 92. légi utántöltő raj
1994. július 1-jén a 92. rajt légi utántöltő rajnak nevezték ki, ezzel a légierő legnagyobb légi utántöltő egysége jött létre; a rajt az „északnyugat tankereként” is emlegették. A raj KC 135-ei a világ több pontján is bevetésre kerülnek.
1995-ben a raj egy orosz megfigyelőket szállító repülőgépet kísért, amely Strategic Arms Reduction Treaty (START) egyezmény keretein belül a Kalifornia állambeli Travis légitámaszpontra tartott; az utat azóta minden évben megismétlik. 2000-ben a 92. raj volt az első, amely a START egyezmény keretében amerikai megfigyelőket szállított az oroszországi Ulan-Udébe.
A raj aktívan részt vett a Szaddám Huszein elleni támadásokban, 1999-ben pedig a műveleti hadtestet támogatták.
A Világkereskedelmi Központ leomlását követően a raj főleg a Noble Eagle hadműveletben vett részt.

### Az 1994-es incidens
1994. június 20-án a korábban katonai szolgálatra alkalmatlannak minősített Dean Mellberg a bázis kórházában négy embert megölt, további huszonkettőt pedig megsebesített.
A férfit korábban Major Thomas Brigham és Captain Alan London pszichológusok véleménye alapján a Lackland légitámaszpont Wilford Hall rendelőjébe szállították, azonban az édesanyja elérte, hogy kongresszusi nyomásra szolgálatra alkalmasra találják, így a Cannon légitámaszpont állományába került, ahonnan szintén eltanácsolták. A pszichológiai vizsgálat Mellbergnél enyhe autizmust és személyiségzavart állapított meg. A vizsgálatot követően a férfi a Fairchild bázis közelében egy fegyverboltban puskát vásárolt, majd a támaszpont kórházához ment.
A MAK-90-nel felszerelkezett férfi először Brigham és London irodájába ment, és mindkettejüket meggyilkolta; ezután számos ember megsebesítése után megölte a nyolc éves Christin McCarront. A parkolóban Anita Lindner meggyilkolása után Andy Brown felhívta a férfit fegyvere eldobására; miután Mellberg a felhívásnak nem tett eleget, Brown négy golyót lőtt ki pisztolyából; ezek közül kettő találta el Melberget: a fejet és vállat érő lövések a férfi halálát okozták. A későbbi vizsgálat feltárta, hogy Brown helyesen járt el, ezért Bill Clinton elnök kitüntette. Brown 2016-ban megjelentette a Warnings Unheeded: Twin Tragedies at Fairchild Air Force Base című könyvet, amelyben a B-52-es bombázó balesetének előjelzését, valamint az esetet követő négy napot mutatja be.

### Interkontinentális ballisztikus rakéták

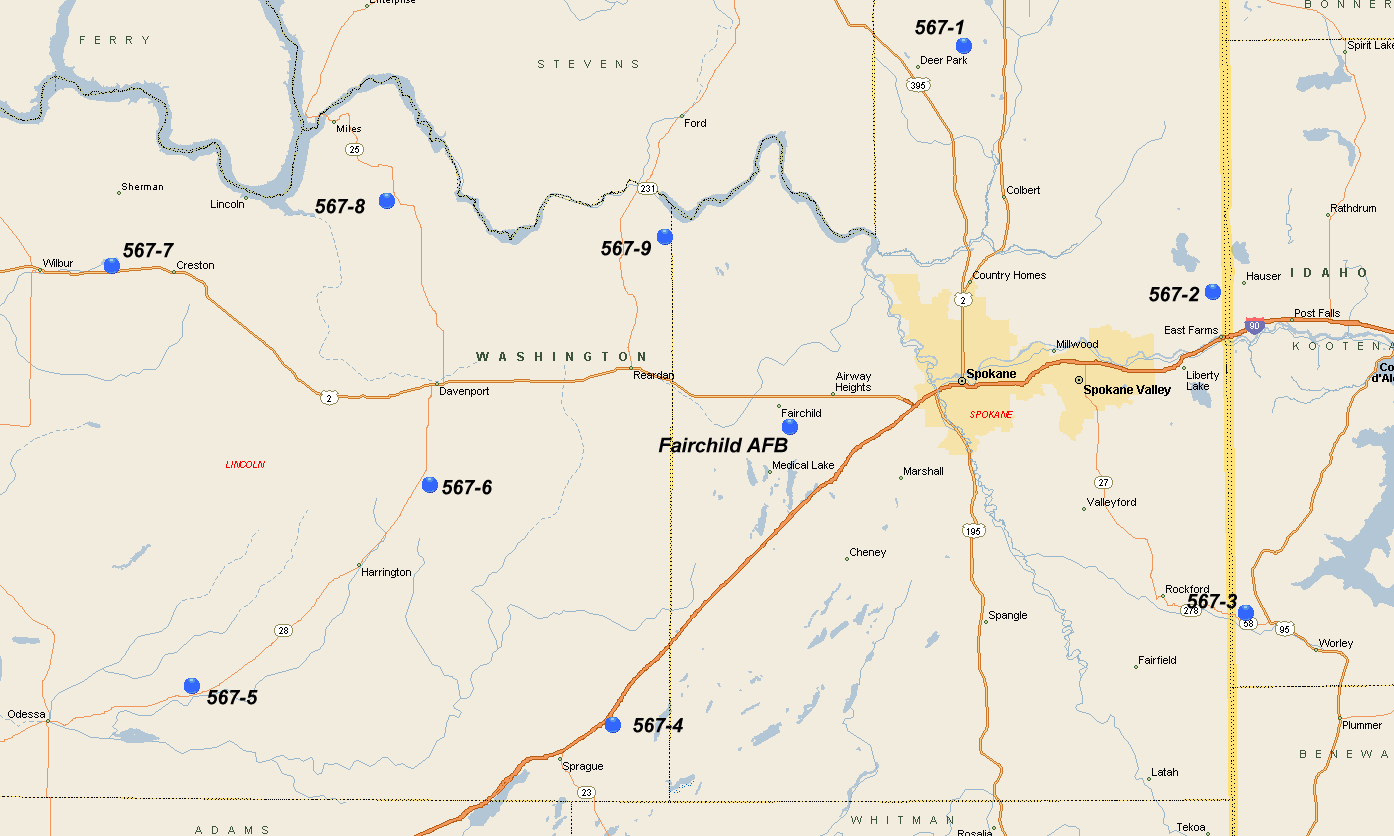
Az indítóállások elhelyezkedése

Az 567. rakétaszázad 1960. április 1-je és 1965. június 25-e között kilenc rakétaállást tartott fenn (lásd jobbra).
Az első Atlas-E indítóállásának helyét 1958. július 14-én kezdték keresni; eredetileg három helyszínen három állás lett volna, de 1959-ben biztonsági okokból végül kilenc különböző hely mellett döntöttek. Az „A” állás építése 1959. május 12-én kezdődött, az „I” állás kivitelezése pedig 1961. február 10-én fejeződött be; a rakétaállások mellé pedig további kiszolgáló egységeket (például egy folyékony oxigént előállító üzemet) telepítettek.
Az első Atlas-E-t 1960. április 4-én aktiválták, az első rakéta pedig december 3-án érkezett meg az 567. rakétaszázadhoz. Az első rakétaindító komplexumot 1961. július 29-én adták át; a korábban csak a kaliforniai Vandenberg légitámaszponton folytatott képzéseket pedig a következő hónapban itt is megkezdték. 1961. szeptember 28-án a századot készültségi fokozatba helyezték; novemberben a támaszpont erőinek többsége készültségi fokozatban volt.
Robert McNamara védelmi államtitkár 1964 májusi direktívája az Atlas és Titan I rakéták leszerelését írta elő, így 1965 januárjában megkezdték Fairchild ICBM-jének üzemen kívül helyezését, amit márciusban fejeztek be, a századot pedig három hónapon belül feloszlatták.
Az egykori állások többsége ma is áll; többségüket termények tárolására használják, kettőt a könnyűipar hasznosított, kettőt pedig lakhatási célra alakítottak át.

## A bázis feladatai
A támaszpont elsődleges feladata a légi utántöltés biztosítása, amelyet két raj (a 92. és a 141., utóbbi a Nemzeti Gárda része) látja el; a két raj Stratotankerekkel repül. A 92. raj négy osztagot foglal magában (műveleti, karbantartó, támogató és orvosi).
A bázis a túlélési képességeket fejlesztő SERE program egyik helyszíne.
A támaszponton több mint 5200 fő szolgál, ezzel a bázis Kelet-Washington legnagyobb foglalkoztatója, a helyi gazdaság bevételeinek 13%-a innen származik.

## Népesség

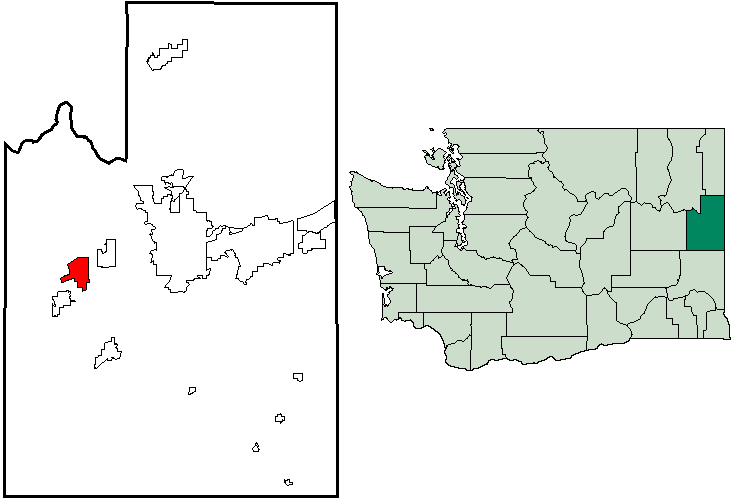
A légitámaszpont elhelyezkedése

A 2010-es népszámláláskor  2776 lakója, 676 háztartása és 641 családja volt. A népsűrűség 163,3 fő/km2. A lakóegységek száma 858, sűrűségük 50,5 db/km2. A lakosok 80,5%-a fehér, 5,2%-a afroamerikai, 0,9%-a indián, 3,2%-a ázsiai, 0,8%-a a Csendes-óceáni szigetekről származik, 2%-a egyéb, 7,4%-a pedig kettő vagy több etnikumú. A spanyol vagy latino származásúak aránya 10,8% (7,3% mexikói, 1,3% Puerto Ricó-i, 0,2% kubai, 1,9% egyéb spanyol vagy latino származású.)
A háztartások 71%-ában élt 18 évnél fiatalabb. 85,2% házas, 8,1% egyedülálló nő, 1,5% egyedülálló férfi, 5,2% pedig nem család. 5,2% egyedül élt; 0%-uk 65 éves vagy idősebb. Egy háztartásban átlagosan 3,35 személy élt; a családok átlagmérete 3,46 fő.
A medián életkor 21,8 év volt. Lakóinak 34,9%-a 18 évesnél fiatalabb, 26,3% 18 és 24 év közötti, 31,8%-uk 25 és 44 év közötti, 2,4%-uk 45 és 64 év közötti, 0%-uk pedig 65 éves vagy idősebb. A lakosok 55,8%-a férfi, 44,2%-a pedig nő.

## Fordítás
Ez a szócikk részben vagy egészben  a   Fairchild Air Force Base című angol Wikipédia-szócikk ezen változatának fordításán alapul.  Az eredeti cikk szerkesztőit annak laptörténete sorolja fel. Ez a jelzés csupán a megfogalmazás eredetét és a szerzői jogokat jelzi, nem szolgál a cikkben szereplő információk forrásmegjelöléseként.